# Pere Tomàs
Pere Tomàs Noguera (Llucmajor, 5 settembre 1989) è un cestista spagnolo.

## Palmarès
- Copa del Rey: 1

Joventut Badalona: 2008
- Liga catalana: 1

Joventut Badalona: 2008
- ULEB Cup: 1

Joventut Badalona: 2007-08